# 浅利則頼
浅利 則頼（あさり のりより）は、戦国時代の武将。比内浅利氏中興の祖。

## 略歴
比内浅利氏は出羽国比内郡の国人。甲斐源氏庶流で甲斐国八代郡浅利郷に拠った浅利氏の庶流。
智勇文武音曲に優れた人物で、特に琵琶を愛した。十狐城を本拠地として比内浅利氏の勢力拡大を目指し比内郡における一大勢力とした。現在の二ツ井町荷上場館平城から上津野までを席巻し各地の国人を併合した。独鈷城・笹館城・花岡城・扇田長岡城を主力とし、西の守りには娘婿・牛欄を八木橋城に配置して守りを固めた。
天文19年（1550年）、死去。